# 卡塔日娜·涅维亚多马
卡塔日娜·涅维亚多马（波蘭語：Katarzyna Niewiadoma，發音：[kataˈʐɨna ɲɛvjaˈdɔma]；1994年9月29日—），波兰女子自行车运动员，2015年世界公路自行车锦标赛女子团体计时赛铜牌得主、2015年欧洲运动会女子公路赛银牌得主、2021年世界公路自行车锦标赛女子公路赛铜牌得主。